# Herrschaftsgericht Schillingsfürst
Das Herrschaftsgericht Schillingsfürst war ein Herrschaftsgericht der Familie Hohenlohe-Waldenburg-Schillingsfürst in Schillingsfürst im Königreich Bayern, das auf der Basis des Edikts vom 16. August 1812 im Jahr 1818 gebildet worden war. Es bestand von 1821 bis 1840 als administrative Einheit des Rezatkreises.

## Lage
Das Herrschaftsgericht grenzte im Norden an das Landgericht Rothenburg, im Westen an das Landgericht Leutershausen und im Süden an das Landgericht Feuchtwangen.

## Geschichte
Mit der Bildung der Königreiche Bayern und Württemberg wurde 1806 auch das Fürstentum Hohenlohe-Waldenburg-Schillingsfürst mediatisiert. Die Besitzungen um die Exklave Schillingsfürst kamen zu Bayern, die Fürsten wurden Reichsräte der Krone Bayern. Im Jahre 1818 wurde das standesherrliche Fürstlich Hohenlohe’sche Herrschaftsgericht Schillingsfürst begründet. Es war Vorläufer des 1840 im Verlauf der Verwaltungsneugliederung Bayerns gegründeten Landgerichts Schillingsfürst. Dieses wurde Mittelfranken zugeschlagen, dessen Hauptstadt Ansbach war.
1818 lebten im Herrschaftsgericht Schillingsfürst 3366 Einwohner, die sich auf 729 Familien verteilten und in 655 Anwesen wohnten.

## Struktur

### Steuerdistrikte
Das Herrschaftsgericht wurde in 5 Steuerdistrikte aufgeteilt, die zunächst vom Rentamt Colmberg verwaltet wurden, ab 1824 vom Rentamt Rothenburg ob der Tauber:
- Bellershausen mit Faulenberg, Neumühle, Neuweiler, Pfeffermühle und Wohnbach;
- Diebach mit Bestleinsmühle, Bockenfeld, Böllersmühle, Heckenmühle, Schwarzenmühle und Wolfsau;
- Gastenfelden mit Froschmühle, Gaishof, Schönbronn, Schweikartswinden, Sengelhof, Speierhof und Traisdorf;
- Schillingsfürst mit Bersbronn, Bronnenhaus, Ebertsmühle, Fischhaus, Frankenheim, Oelmühle, Schafhof, Schmeermühle, Stützenhof, Thiergartenhof, Wittum und Ziegelhütte;
- Stilzendorf mit Altengreuth, Leipoldsberg, Neureuth, Obermühle, Schorndorf und Untermühle.

### Ruralgemeinde
1820 gab es 7 Ruralgemeinden:
- Bellershausen mit Neuweiler und Pfeffermühle;
- Bockenfeld;
- Diebach mit Bestleinsmühle, Böllersmühle, Heckenmühle, Schwarzenmühle und Wolfsau;
- Faulenberg mit Neumühle und Wohnbach;
- Gastenfelden mit Froschmühle, Gaishof, Schönbronn, Schweikartswinden, Sengelhof, Speierhof und Traisdorf;
- Schillingsfürst mit Bersbronn, Bronnenhaus, Ebertsmühle, Fischhaus, Frankenheim, Oelmühle, Schafhof, Schmeermühle, Stützenhof, Thiergartenhof, Wittum und Ziegelhütte;
- Stilzendorf mit Altengreuth, Leipoldsberg, Neureuth, Obermühle, Schorndorf und Untermühle (=Windmühle?).